# Babakan Losari
Babakan Losari is een bestuurslaag in het regentschap Cirebon van de provincie West-Java, Indonesië. Babakan Losari telt 3530 inwoners (volkstelling 2010).